# Аппель (сигнал)
Аппель — кавалерийский сигнал, подаваемый на трубе после разомкнутой атаки для восстановления развернутого строя на линии резерва либо для отозвания дозорных. 
В других источниках указано что Аппель, в России, это кавалерийский сигнал, подаваемый на трубе, для сбора отдельных всадников, и сигнал на трубах, который подают для сбора рассыпанных фланкеров. Подаваемый после разомкнутой атаки старшим начальником, сигнал «Аппель», повторяется всеми трубачами формирования.
По этому сигналу разомкнутые всадники идут полевым галопом к своему резерву, проезжают несколько шагов за его фронт, поворачиваются и быстро становятся на свои места в развернутом строю. При подаче сигнала для отозвания дозорных, они отъезжают к строю рысью.
В армиях других государств Аппелем назывались и некоторые призывные сигналы, на рожках и барабанах.